# Прямое топологическое дополнение
Прямо́е топологи́ческое дополне́ние подпространства линейного топологического пространства — любое подпространство линейного топологического пространства такое, что его прямая топологическая сумма с исходным подпространством есть всё линейное топологическое пространство.
Дополняемое подпространство — подпространство, для которого имеется прямое топологическое дополнение.
Вместо линейного топологического пространства рассматривают также его частный случай: локально выпуклое пространстве.
Ортогональное дополнение подпространства гильбертова пространства — частный случай прямого топологического дополнения.
Обобщение прямого алгебраического дополнения — дизъюнктное дополнение множества.

## Формальное определение
Формально определение прямого топологического дополнения можно записать следующим образом. Рассмотрим линейное топологическое пространство {\displaystyle (E,\,\tau )} и оно есть прямая алгебраическая сумма {\displaystyle E=M+N} своих подпространств {\displaystyle M} и {\displaystyle N} — линейных топологических пространств с индуцированной топологией. Но при
{\displaystyle x=y+z}, {\displaystyle \quad x\in E}, {\displaystyle \quad y\in M}, {\displaystyle \quad z\in N}
билинейное отображение прямого произведения на пространство  {\displaystyle E=M\oplus N}
{\displaystyle (y,\,z)\to y+z},
которое непрерывно по причине линейности топологии {\displaystyle \tau }, в общем случае не взаимно непрерывно.

Когда же это отображение взаимно непрерывно, то есть это гомеоморфизм, другими словами, пространство {\displaystyle E} есть прямая топологическая сумма пространств {\displaystyle M} и {\displaystyle N}, то тогда подпространство {\displaystyle N} называется прямым топологическим дополнением подпространства {\displaystyle M}, которое, в свою очередь, называется при этом дополняемым.
Но в общем линейном топологическом пространстве не всякое его подпространство, пусть даже и конечномерное, дополняемо.
Теорема 1. Подпространство {\displaystyle M} пространства {\displaystyle E} дополняемо тогда и только тогда, когда имеется непрерывный проектор {\displaystyle P} пространства {\displaystyle E} на подпространство {\displaystyle M}.
Теорема 2. Подпространство {\displaystyle M} пространства {\displaystyle E} дополняемо тогда и только тогда, когда подпространство {\displaystyle M} топологически изоморфно фактор-пространству {\displaystyle E/N}, где {\displaystyle N} — прямое алгебраическое дополнение {\displaystyle M}.
Следствие 1. Подпространство {\displaystyle M} пространства {\displaystyle E} дополняемо тогда, когда {\displaystyle M} обладает конечной коразмерностью и замкнуто.
Следствие 2. Подпространство {\displaystyle M} пространства {\displaystyle E} дополняемо тогда, когда {\displaystyle E} локально выпукло, {\displaystyle M} конечномерно и {\displaystyle N} замкнуто.

## Ортогональное дополнение
Ортогональное дополнение подпространства гильбертова пространства — частный случай прямого топологического дополнения.
Ортогональное дополнение подпространства {\displaystyle M} гильбертова пространства {\displaystyle H} — множество
{\displaystyle M^{\bot }=\{x\in H\mid (x,\,y)=0\quad \forall y\in M\}},
которое есть замкнутое подпространство пространства {\displaystyle H}.
Следующая теорема очень важна для теории гильбертовых пространства.
Теорема 1. Любое замкнутое подпространство {\displaystyle M} гильбертова пространства {\displaystyle H} обладает ортогональным дополнением {\displaystyle M^{\bot }}, причём {\displaystyle H=M\oplus M^{\bot }}.

## Случай локально выпуклого пространства

### Топологическая сумма
Рассмотрим произвольное локально выпуклое пространство {\displaystyle E} и два его векторных подпространства {\displaystyle M} и {\displaystyle N}, причём {\displaystyle E} есть прямая алгебраическая сумма {\displaystyle M} и {\displaystyle N}, то есть {\displaystyle M\oplus N=E} и {\displaystyle M\cap N=\{0\}}.
Но в общем случае локально выпуклое пространство {\displaystyle E} может и не быть прямой топологической суммой пространств {\displaystyle M} и {\displaystyle N}, каждое из которых наделено индуцированной топологией, причём естественный алгебраический изоморфизм между фактор-пространством {\displaystyle E/M} и подпространством {\displaystyle N} может и не быть топологическим.

Теорема 1. Рассмотрим локально выпуклое пространство {\displaystyle E} как прямую алгебраическую сумму векторных подпространств {\displaystyle M} и {\displaystyle N}, проекции {\displaystyle P} и {\displaystyle Q} пространства {\displaystyle E} на подпространства {\displaystyle M} и {\displaystyle N} соответственно, а также канонические отображения {\displaystyle h} и {\displaystyle k} пространства {\displaystyle E} на фактор-пространства {\displaystyle E/M} и {\displaystyle E/N} соответственно, то есть для произвольного {\displaystyle x\in E} имеем: {\displaystyle h(x)=x+M}, {\displaystyle k(x)=x+N}. Тогда пять следующих утверждений равносильны:
(I) {\displaystyle E} есть прямая топологическая сумма подпространств {\displaystyle M} и {\displaystyle N},
(II) {\displaystyle P} непрерывна,
(III) {\displaystyle Q} непрерывна,
(IV) {\displaystyle h} есть изоморфизм {\displaystyle N} на {\displaystyle E/M},
(V) {\displaystyle k} есть изоморфизм {\displaystyle M} на {\displaystyle E/N}.
Доказательство. Поскольку {\displaystyle P+Q} есть тождественное отображение пространства {\displaystyle E}, то утверждения (II) и (III) равносильны.
Сумма {\displaystyle M\oplus N} обладает сильнейшей локально выпуклой топологией, которая совпадает с исходными топологиями в подпространствах {\displaystyle M} и {\displaystyle N}. Такая топология совпадает с топологией произведения, поэтому она слабейшая из топологий, при которой 
проекции {\displaystyle P} и {\displaystyle Q} непрерывны, и, как следствие, (I) равносильно (II) и (III).
В заключение, для произвольной окрестности {\displaystyle U\subset E} множество {\displaystyle k(U\cap M)} служит окрестностью в {\displaystyle E/N} тогда и только тогда, когда прообраз
{\displaystyle (U\cap M)\oplus N=P^{-1}(U\cap M)}
служит окрестностью в {\displaystyle E}. Отсюда (II) равносильно (V). Аналогично (III) равносильно (IV). □

Следствие 1. Когда локально выпуклое пространство {\displaystyle E} есть прямая алгебраическая сумма двух векторных подпространств:
- конечномерного {\displaystyle M},
- замкнутого {\displaystyle N},

тогда {\displaystyle E} есть прямая топологическая сумма этих подпространств {\displaystyle M} и {\displaystyle N}.
Доказательство. Так как векторное подпространство {\displaystyle N\subset E} замкнуто, то фактор-пространство {\displaystyle E/N} отделимо. С другой стороны, векторное подпространство {\displaystyle M\subset E} тоже отделимо, поскольку каноническое отображение {\displaystyle k} есть взаимно однозначное  
непрерывное линейное отображение {\displaystyle M} на {\displaystyle E/N}. Следовательно, {\displaystyle k} — топологический изоморфизм. Следовательно, верно утверждение (V) теоремы 1, а значит, и утверждение (I).

### Топологическое дополнение
Прямое топологическое дополнение векторного подпространства {\displaystyle M} в локально выпуклом пространстве {\displaystyle E} — любое векторное подпространство {\displaystyle N} пространства {\displaystyle E} такое, что прямая топологическая сумма {\displaystyle N} с исходным векторным пространством {\displaystyle M} есть всё пространство {\displaystyle E}.
Но описанное прямое топологическое дополнение в общем случае может не существовать.
Теорема 1. Если локально выпуклое пространстве {\displaystyle E} отделимо, то векторного подпространство {\displaystyle M\in E} имеет прямое топологическое дополнение только тогда, когда оно замкнуто.
Но не любое замкнутое векторное подпространство локально выпуклого пространства имеет прямое топологическое дополнение.
Следует учитывать, что два произвольных прямых топологических дополнений векторного подпространство {\displaystyle M\in E} изоморфны как изоморфные фактор-пространству {\displaystyle E/M} (по теореме о топологической сумме подпространств).
Теорема 2. Векторное подпространство {\displaystyle M} локально выпуклого пространства {\displaystyle E}, {\displaystyle M\in E}, имеет прямое топологическим дополнением тогда и только тогда, когда найдётся непрерывный проектор {\displaystyle P} пространства {\displaystyle E} на подпространство {\displaystyle M}, то есть найдётся непрерывное линейное отображение {\displaystyle P} пространства {\displaystyle E} в себя такое, что {\displaystyle P(E)=M} и {\displaystyle P^{2}=P}.
Доказательство. Пусть {\displaystyle M} обладает прямым топологическим дополнением {\displaystyle N} в {\displaystyle E}, тогда имеется заявленный проектор {\displaystyle P(M\oplus N)=M}. Обратно, пусть имеется заявленный проектор {\displaystyle P(E)=M}, тогда положим {\displaystyle N=P^{-1}(0)}, в итоге {\displaystyle P(M\oplus N)=M} и {\displaystyle E} — прямая топологическая сумма {\displaystyle M} и {\displaystyle N} (по теореме о топологической сумме подпространств). □
Следствие 1. Если {\displaystyle E} — локально выпуклое пространство, {\displaystyle M\in E} — замкнутое векторное подпространство и фактор-пространство {\displaystyle E/M} конечномерно, то любое прямое алгебраическое дополнение к подпространству {\displaystyle M} есть также и прямое топологическое дополнение  (по следствию к теореме о топологической сумме подпространств).
Теорема 3. В произвольном отделимой локально выпуклом пространстве любое конечномерное векторное подпространство {\displaystyle M} имеет прямое топологическое дополнение.
Доказательство. Рассмотрим базис {\displaystyle e_{1},\,e_{2},\,\dots ,\,e_{n}} конечномерного векторного подпространства {\displaystyle M}. Для такого базиса имеются непрерывные линейные формы {\displaystyle f_{1},\,f_{2},\,\dots ,\,f_{n}}, для которых {\displaystyle f_{i}(e_{j})=0} при {\displaystyle i\neq j} и {\displaystyle f_{i}(e_{i})=1}.
Построим проектор следующего вида:
{\displaystyle P(x)=\sum _{1\leqslant i\leqslant n}f_{i}(x)e_{i}}.
Тогда имеем:
{\displaystyle P^{2}(x)=\sum _{1\leqslant j\leqslant n}f_{j}(\sum _{1\leqslant i\leqslant n}f_{i}(x)e_{i})e_{j}=}
{\displaystyle =\sum _{1\leqslant i\leqslant n}\sum _{1\leqslant j\leqslant n}f_{i}(x)f_{j}(e_{i})e_{j}=P(x)}.
Поэтому {\displaystyle P} есть непрерывный проектор на подпространстве {\displaystyle M}, следовательно, {\displaystyle M} имеет прямое топологическое дополнение по теореме 2.